# O Trono da Atlântida
"O Trono da Atlântida" (Throne of Atlantis no original) é um crossover de quadrinhos criado e publicado nos EUA pela DC Comics. O arco da história é constituído de seis edições publicadas nos títulos da Liga da Justiça (Justice League) e Aquaman. O enredo foi escrito por Geoff Johns, com arte de Ivan Reis e Paul Pelletier. 
Na história, acreditando que Atlântida estava sob ataque, o Rei Orm declara guerra ao mundo da superfície. A fidelidade do Aquaman vê-se dividida entre seu irmão e a Liga da Justiça, este último fica bastante sobrecarregado quando a Costa Leste dos Estados Unidos é engolida pelo oceano e as tropas reais Atlantes marcham contra os habitantes da superfície.
A história foi adaptada em um filme de animação lançado em 2015, Liga da Justiça: Trono de Atlântida.
No Brasil, a saga foi integralmente lançada pela editora Panini Comics entre agosto e outubro de 2013 na revista mensal da Liga da Justiça. A Panini também lançou um álbum de luxo, os famosos encadernados, em novembro de 2016 contemplando toda a saga.

## Resumo
Em 1820, no Oceano Atlântico, marinheiros capturam e matam o rei e a rainha da Atlântida. Os atlantes enfurecidos cercam e afundam o navio, Deixando os marinheiros se afogarem, um a um, até sobrar só o capitão. Os atlantes então o levaram para a orla e depois a pedido do capitão, o devolveram ao mar para afundar com seu navio. Nos dias atuais, na prisão de Belle Reve, Arraia Negra mata brutalmente um guarda que foi a sua cela interrogá-lo a juntar-se ao Esquadrão Suicida. Nos destroços de um navio antigo, Aquaman pergunta a seu irmão e atual rei da Atlântida, Mestre dos Oceanos, se ele tinha alguma coisa a ver com o ataque atlante a uma base militar norte americana ou as tentativas do Arraia para recuperar as relíquias do Rei Morto. Mestre dos Oceanos nega qualquer envolvimento. Mais tarde, alguém com o Cetro do Rei Morto vai para o fundo do Oceano Atlântico e libera criaturas devoradoras de carne de sua prisão.
No Dorsal Mesoatlântico, um navio de guerra da Marinha é sabotado durante um teste de mísseis e eles acabam atacando a Atlântida. Em Metrópolis, Superman e Mulher-Maravilha que estavam em um encontro são obrigados a conter um porta-aviões e proteger todas de uma grande inundação, que apesar dos esforços da dupla teve muitas mortes. Boston também é atacada por uma onda gigantesca. Enquanto isso, Aquaman e Mera conversam com Batman sobre uma ameaça iminente para o mundo e são surpreendidos por uma onda gigantesca que se aproxima de Gotham. Aquaman percebe então que foi dado início aos planos de guerra Atlantes que ele mesmo escreveu com Orm e que Mestre dos Oceanos declarou guerra ao mundo da superfície.
Gotham é inundada por uma onda gigantesca, e mesmo com os esforços de Aquaman, Mera e Batman em resgatar as vítimas, muitas pessoas acabam se afogando. Enquanto isso, em Metrópolis, Superman, Mulher-Maravilha e Lois Lane encontram o atlante Vulko que está a procura do Aquaman. No Batplano, Aquaman conversa sobre sua história em Atlântida para o Batman, quando a nave é atingida, os heróis escapam e Artur revela que o próximo alvo é o Dr. Stephen Shin. A Liga da Justiça se reúne na Torre de Vigilância, então Aquaman encontra-se com Vulko. Superman informa a Liga que o presidente declarou estado de emergência na Costa Leste e Cyborg detecta algo enorme na costa de Boston. Aquaman pede para o Cyborg proteger o biólogo Dr. Shin. Batman dá uma chance a Arthur de trazer Orm pacificamente. Em Boston, o Rei Orm recusa o pedido do Aquaman de voltar com ele, então surge a Liga da Justiça querendo levar por conta própria o Rei Orm sob custódia.
Aquaman tenta persuadir Superman, Mulher-Maravilha e Batman para tentar convencer Orm a se render, mas o trio recusa, o que acaba em conflito. O trio percebe a relutância do Aquaman para lutar contra os Atlantes, então tentam capturar Orm. Durante a batalha, Orm usando o tridente captura e prende os três e Aquaman nas "Águas Negras". Após conseguir encontrar e proteger o Dr. Shin dos atlantes, Cyborg vai aos Laboratórios da STAR para que seu pai, o Dr. Silas Stone instale uma função ambiental que permita a ele agir debaixo d'água. Conectado a Rede, Cyborg convoca membros secundários da Liga da Justiça: Mulher Elementar, Arqueiro Verde, Raio Negro, Víxen, Shazam!, Gavião Negro, Zatanna, Fúria Dourada, Canário Negro e Nuclear para ajudar a conter o avanço das tropas atlantes.
Na Torre de Vigilância da Liga da Justiça, Dr. Shin e Vulko assistem as notícias sobre a guerra. Enquanto isso, Aquaman usando seu tridente, se liberta e vai ajudar Batman, que se equipou com uma máscara respiratória. Os dois localizam e saem para salvar Superman e a Mulher-Maravilha. Enquanto isso, em Boston, os outros heróis começaram a lutar contra os Atlantes. Orm ordena que seus soldados coloquem detonadores para poder afundar a cidade. Após a cirurgia ter sido completada com sucesso, Victor une-se a Mera e descem no oceano para salvar a Liga da Justiça das criaturas devoradoras de carne e todos retornam à superfície.
Enquanto isso, as criaturas do fosso chegam a Boston e atacam tanto seres humanos como atlantes, até o próprio Orm é confundido pelas criaturas. Cyborg recupera um arquivo de segurança dos militares dos EUA pra descobrir quem ativou os mísseis começando a guerra.
Na Torre de Vigilância, Vulko ataca Shin, e culpa o biólogo por tudo que lhe aconteceu e pelo exílio que foi forçado após a partida de Arthur da Atlântida e em seguida ergue o cetro do Rei Morto.
Na Torre de Vigilância, o Dr. Shin revela a Liga da Justiça que Vulko fugiu e foi ele que sabotou o navio militar e disparou os mísseis contra a Atlântida e quem começou essa guerra. Mera explica que Vulko busca vingança porque foi exilado depois que Arthur abdicou do trono. A Liga da Justiça une aos membros reservas e lutam contra os atlantes. Aquaman conseguem para o Mestre dos Oceanos forçando-o a abdicar do trono. Com a rendição de Orm, a guerra agora é contra as criaturas devoradoras de carne que foram libertas do fosso e estão incontroláveis. O antigo conselheiro real Vulko aparece e oferta o cetro do Rei Morto a Arthur e revela que estava por trás de tudo para que Arthur retornasse novamente ao trono da Atlântida. Usando o cetro, Aquaman consegue controlar as criaturas e os afugenta de volta para o fosso. Agora como Rei de Atlântida, Arthur ordena aos atlantes que voltem e levem Vulko para julgamento, e quanto a seu irmão Orm, o mesmo deve permanecer na superfície para ser julgado por seus crimes. Orm é preso em Belle Reve. Com o público perdendo a confiança em Aquaman, Amanda Waller nota que é a hora perfeita para recrutar supervilões para combater a Liga da Justiça.

## Publicação
A tabela a seguir contém a relação das edições originais que compõem o arco e também a revista na qual foi publicada no Brasil.
|                     | EUA - DC Comics     | EUA - DC Comics               |            | Brasil - Panini Comics           | Brasil - Panini Comics        | Brasil - Panini Comics |
| Datas de publicação | Datas de publicação | Título original               | Publicação | Título no Brasil                 | Histórias originais           |                        |
| 28 Nov 2012         | Jan 2013            | Aquaman (volume 7) #14        | Ago 2013   | Liga da Justiça (2ª série) nº 14 | Aquaman (volume 7) #14        |                        |
| 26 dez 2012         | Fev 2013            | Justice League (volume 2) #15 | Ago 2013   | Liga da Justiça (2ª série) nº 14 | Justice League (volume 2) #15 |                        |
| 26 dez 2012         | Fev 2013            | Aquaman (volume 7) #15        | Set 2013   | Liga da Justiça (2ª série) nº 15 | Aquaman (volume 7) #15        |                        |
| 23 Jan 2013         | Mar 2013            | Justice League (volume 2) #16 | Set 2013   | Liga da Justiça (2ª série) nº 15 | Justice League (volume 2) #16 |                        |
| 30 Jan 2013         | Mar 2013            | Aquaman (volume 7) #16        | Set 2013   | Liga da Justiça (2ª série) nº 15 | Aquaman (volume 7) #16        |                        |
| 20 fev 2013         | Abr 2013            | Justice League (volume 2) #17 | OUT 2013   | Liga da Justiça (2ª série) n 16  | Justice League (volume 2) #17 |                        |

## Em outras mídias
O filme de animação de 2015, Justice League: Throne of Atlantis foi vagamente inspirado no arco.